# Лейтенант-губернатор (Канада)
В канадских провинциях лейтена́нт-губерна́тор представляет в провинциальном правительстве федеративную основу и монархию одновременно.

## Описание
Хотя лейтенант-губернатор назначается генерал-губернатором по представлению премьер-министра Канады, по условиям решения, принятого в 1892 Судебным комитетом Тайного совета, он «является в такой же степени представителем Её Величества в интересах провинциального правительства, в какой генерал-губернатор — в интересах правительства Доминиона».
Лейтенант-губернатор наделяется всеми официальными дискреционными полномочиями и всеми привилегиями монарха и генерал-губернатора. Таким образом, именно он должен открывать, продлевать действие и роспускать провинциальный парламент, санкционировать (или теоретически отказаться санкционировать) провинциальные законодательные меры и декреты и давать предварительное одобрение финансовых законопроектов. Лейтенант-губернатор также должен приводить к присяге провинциального премьер-министра и, вероятно, в крайнем случае смещать правительство. Хотя эти дискреционные полномочия и устаревают, они не выходят из законодательства.
Лейтенант-губернатор является также официальным представителем федерального правительства. Это оно назначает его, предоставляет заработную плату и директивы. Он также может быть уволен с объяснением причин. Его обычный пятилетний срок зачастую удлиняется. На основании Конституционного акта 1867 (прежде Акт о Британской Северной Америке (АБСА)) лейтенант-губернатор имеет право оставить королевскую санкцию провинциальных законопроектов на усмотрение генерал-губернатора, используя резервное полномочие, предусмотренное статьёй 90 Конституционного акта 1867. Это полномочие никогда не использовалось в современной Канаде, а Верховный суд Канады в Renvoi: résolution pour modifier la Constitution, [1981] 1 R. C. S. 753 постановил его потерявшим силу.
Предварительная версия АБСА использовала выражение «суперинтендант», но на Квебекской конференции в 1864 было предложено, чтобы подчинённость провинциальных правительств была достигнута именно фактом назначения и увольнения лейтенант-губернаторов центральным правительством.

## Список лейтенант-губернаторов в Канаде
- Лейтенант-губернатор Онтарио
- Лейтенант-губернатор Квебека
- Лейтенант-губернатор Новой Шотландии
- Лейтенант-губернатор Нью-Брансуика
- Лейтенант-губернатор Манитобы
- Лейтенант-губернатор Британской Колумбии
- Лейтенант-губернатор Острова Принца Эдуарда
- Лейтенант-губернатор Саскачевана
- Лейтенант-губернатор Альберты
- Лейтенант-губернатор Ньюфаундленда и Лабрадора